# Institut Balseiro
 (novembre 2018).

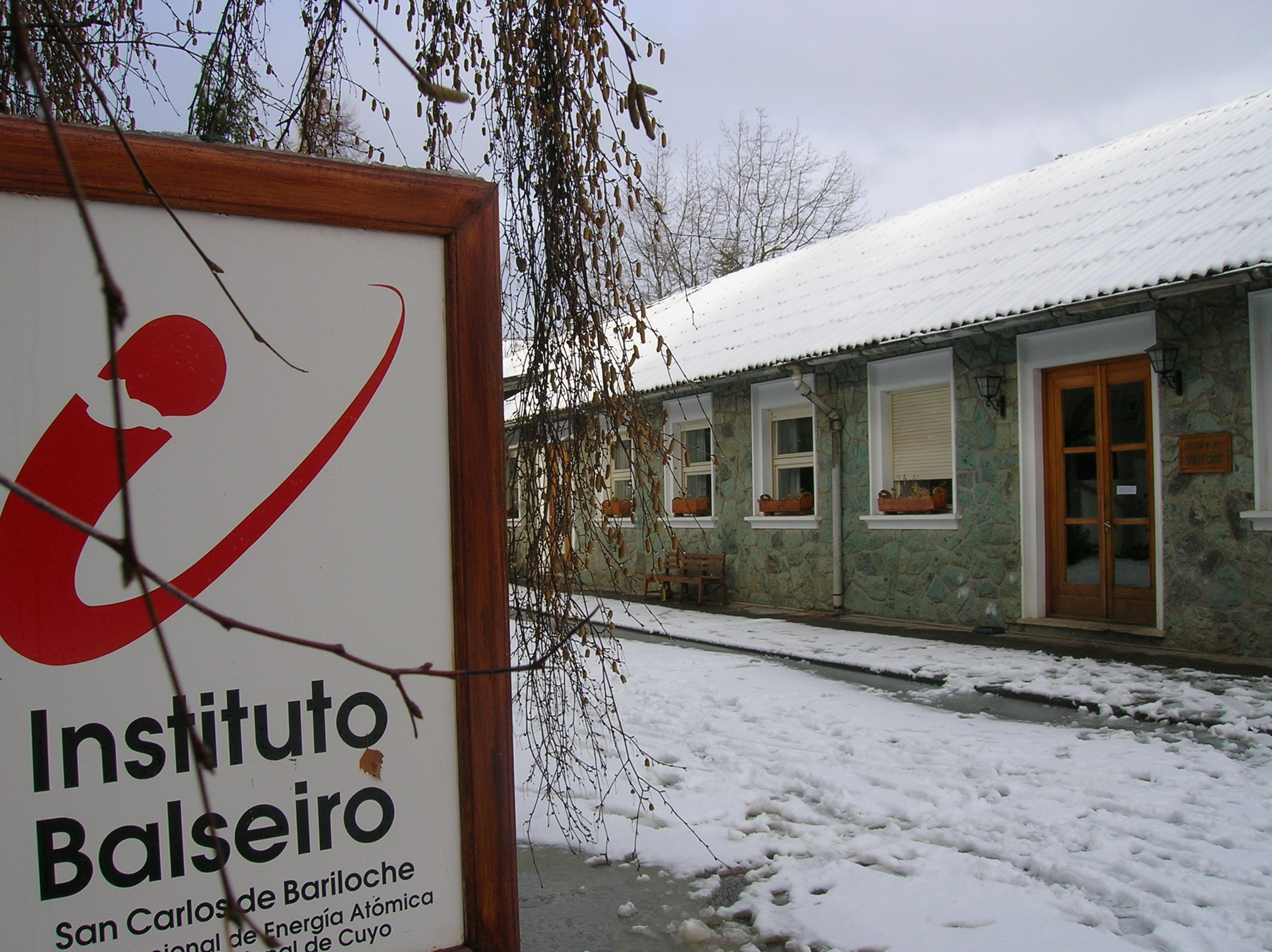
Instituto Balseiro.

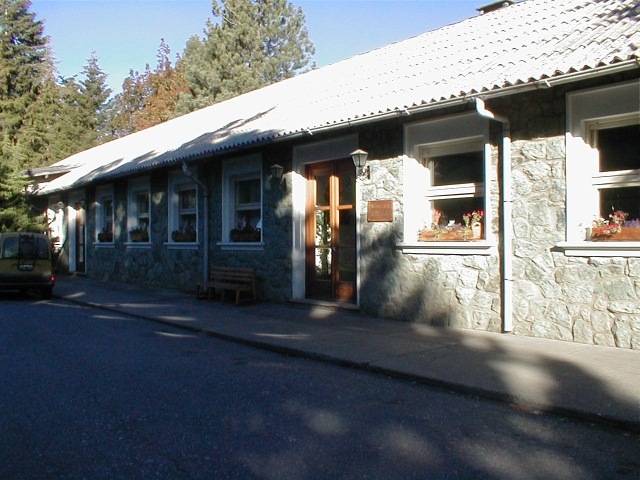
Instituto Balseiro.

L'Instituto Balseiro est un centre de recherches public argentin spécialisé en physique nucléaire.
Fondé en 1955 sous le nom d'Institut de physique de Bariloche, il est situé au centre du Centre atomique de Bariloche (es) qui dépend de la Commission nationale de l'énergie atomique (es) (CNEA), l'équivalent du CEA français. C'est l'un des trois centres académiques de la CNEA, aux côtés de l'Institut Jorge Sabato (es), situé à Buenos Aires, et de l'Institut de technologie nucléaire Dan Beninson (es), situé à Ezeiza, dans la province de Buenos Aires. En 2009, l'Agence internationale de l'énergie atomique (AIEA) en a fait son 14e centre de collaboration.
L'Institut Balseiro bénéficie d'un statut un peu particulier, puisque s'il dépend de la CNEA, il est également partie d'une convention avec l'Université nationale de Cuyo, située dans la province de Mendoza. Il a les mêmes libertés et une organisation similaire, mais comme toute unité académique argentine, elle ne peut pas délivrer de diplômes et doit nouer un partenariat avec une université. C'est donc l'Université nationale de Cuyo, pourtant à 1 000 km au nord, qui délivre ses diplômes.
Il se trouve à 9,5 kilomètres de la ville de San Carlos de Bariloche, Province de Río Negro, dans les Andes patagoniennes, à la frontière avec le Chili. Le campus se trouve à l'intérieur du Centre atomique Bariloche de la CNEA, le CEA argentin.

## Histoire
L'Institut Balseiro a été créé en 1955 sous le nom d'Institut de physique de Bariloche. Ses parrains ont été la Comisión Nacional de Energía Atómica (CNEA) de l'Argentine et l'Universidad Nacional de Cuyo. Ses dix premières années d'existence sont présentées sur le site de la CNEA.
L'Institut Balseiro est l'un des centres de recherche argentin les plus célèbres,. Depuis sa création en 1955 et 2005, il a formé 1 500 physiciens et ingénieurs, qui bénéficient tous d'une bourse et doivent passer un concours pour y entrer. Il a formé des chercheurs comme Juan Martín Maldacena (diplômé de 1991, aujourd'hui professeur à l'Institute for Advanced Study de Princeton), Francisco de la Cruz (Fondation Konex) ou Leo Falicov (es) (mort en 1995).
La création de l'Institut est une conséquence de l'arrêt du Projet Huemul lancé dans le cadre du programme nucléaire argentin, dans les années 1950, sous Perón. Ce projet était le résultat d'une imposture scientifique: Richter, obscur physicien autrichien, prétendit pouvoir élaborer un projet fondé sur la fusion nucléaire. Lorsque l'imposture fut mise à jour, Gaviola, physicien argentin formé en Allemagne, entreprit des démarches afin d'utiliser les équipements, désormais inutiles, du projet Huemul, afin de fonder un véritable institut de physique. Il ne parvient toutefois pas à convaincre la dictature (dite de la Révolution libératrice) qui avait renversé Perón lors du coup d'Etat de 1955. C'est Antonio Balseiro, physicien formé au Royaume-Uni, qui parvient à convaincre la junte militaire d'effectuer ce projet, d'où le nom actuel de l'Institut. Il recrute notamment, en tant qu'enseignant, le mathématicien espagnol exilé Manuel Balanzat (es).
L'Institut et le Centre atomique de Bariloche ont été créés alors dans des anciennes casernes où Perón lui-même avait passé une partie de sa carrière comme jeune officier instructeur de troupes de montagne. Les spartiates dortoirs des étudiants sont des anciennes chambres pour des militaires.
Le corps enseignant est issu du corps de cadres du Centre atomique, et le campus et les groupes de recherche partagent les installations, dont la bibliothèque et le réacteur nucléaire de conception et réalisation argentine RA-6.
Cette symbiose entre enseignants-chercheurs en activité, et des étudiants en contact avec la réalité de la recherche scientifique, ont été reconnus comme la base du succès de l'Institut Balseiro.[non neutre]
Sous la dernière dictature militaire (1976-83), quelques chercheurs de l'Institut ont été arrêtés avant d'être libérés.[non neutre]

### Principaux jalons dans la vie de l'Institut
(décembre 2018).
- 22 avril 1955 : Signature de l'accord entre la CNEA et l'Universidad Nacional de Cuyo qui donne naissance à l'Institut.
- 1er août 1955 : Début des cours, dont 15 étudiants de 3e année  et 8 enseignants.
- 20 mai 1958 : Remise de diplômes de la première promotion de licence (Licenciados) en Physique.
- 26 mai 1958 : Première soutenance d'une thèse doctorale en Physique
- 16 avril 1962 : L'Institut prend le nom de son fondateur, le Prof. Dr José Antonio Balseiro, décédé dans la fleur de l'âge.
- 5 avril 1977 : Un nouvel accord entre l'UNC et la CNEA donne naissance à la spécialité de Génie nucléaire.
- 1er août 1977 : Début des cours des premiers étudiants de 3e année en génie nucléaire
- 19 juin 1981 : Remise des diplômes des premiers ingénieurs nucléaires.
- 1982 : Divergence du réacteur nucléaire RA-6, de conception et réalisation locale, utilisé pour la formation des ingénieurs nucléaires de l'Institut.
- 1er septembre 1986 : Soutenance de la première thèse doctorale en Génie nucléaire.
- 2002 : Création de la spécialité Génie mécanique.
- 2002 : Création de la maîtrise (maestría) en physique.
- 2003 : Création de la maîtrise (maestría) en physique médicale.
- 2009 : L'Agence Internationale de l'Énergie Atomique (AIEA) octroie à l'Institut le statut de Centre Collaborateur.
- 2013 : Création de la carrière de génie en télécommunications.

## Activité académique
Depuis 2012 l'Institut octroie 4 diplômes de 3e cycle et y 5 spécialisations :
- Carrières :
  - Licence en Physique
  - Génie nucléaire
    - À la différence d'autres écoles qui font du nucléaire une spécialisation après le diplôme d'ingénieur, les matières nucléaires sont la colonne vertébrale de l'enseignement. Les diplômés font leur apprentissage du nucléaire sur trois ans (les promotions les plus anciennes, sur trois ans et demi), ce qui leur permet de mûrir des compétences interdisciplinaires. Il n'est donc pas surprenant qu'un diplômé puisse être compétent dans des disciplines aussi variées que la thermohydraulique, la neutronique, le contrôle de réacteurs, la sûreté nucléaire, la science des matériaux, le cycle de combustibles et la radioprotection.

  - Génie mécanique
  - Génie en télécommunications
- Spécialisations
  - Spécialisation en applications technologiques du Génie nucléaire
  - Maîtrise en physique
  - Maîtrise en physique médicale
  - Doctorat en physique
  - Doctorat en génie nucléaire

## Le réacteur Opal et les anciens de l'Instituto Balseiro
Plusieurs anciens de l'Instituto Balseiro ont activement participé au succès d'INVAP dans l'attribution du réacteur OPAL en Australie, qui a divergé en 2007. Les autres participants de l'appel d'offres étaient Siemens, Technicatome et AECL.

## Le réacteur Pallas et les anciens de l'Instituto Balseiro
Plusieurs anciens de l'Instituto Balseiro ont activement participé au succès du consortium Ichos (INVAP et TBI) dans l'attribution du réacteur Pallas de Petten (Pays-Bas), annoncée en 2018. Les autres participants de l'appel d'offres étaient Areva TA et le Korea Atomic Energy Research Institute (KAERI).

## Anciens élèves
- Leopoldo Máximo Falicov (en) : docteur en physique, professeur émérite à l'université Berkeley, spécialiste de la matière condensée, docteur honoris causa de l'université de Cambridge[7].
- Juan Martín Maldacena, théoricien en physique qui a notamment travaillé sur le principe holographique[7].
- Conrado Varotto (es), conseiller de la Comisión Nacional de Actividades Espaciales.
- Karen Hallberg, chercheuse au Centre Bariloche.